# Xanthorhoe propugnata
Xanthorhoe propugnata är en fjärilsart som beskrevs av Ignaz Schiffermüller 1775. Xanthorhoe propugnata ingår i släktet Xanthorhoe och familjen mätare. Inga underarter finns listade i Catalogue of Life.